# Nati nel 1315
| Questa pagina contiene informazioni ricavate automaticamente dalle voci biografiche con l'ausilio del template Bio e di un bot. L'aggiornamento è periodico e automatico e ricostruisce completamente la pagina. Se manca una persona in questa lista, sei pregato di non aggiungerla, ma accertati piuttosto che la sua voce biografica contenga il template Bio e che i dati anagrafici siano correttamente compilati. Se il template Bio manca, inseriscilo tu stesso o, in alternativa, metti l'avviso {{tmp\|Bio}} che ne segnala la mancanza. Se i dati riportati sono sbagliati, correggi direttamente la voce biografica; le modifiche saranno visibili in questa lista entro pochi giorni. Per chiarimenti vedi il progetto biografie. La lista contiene solo le 19 persone che sono citate nell'enciclopedia e per le quali è stato implementato correttamente il template Bio. Pagina aggiornata al 2 giu 2025. |

- 10 marzo - Ramathibodi I, sovrano siamese († 1369)
- 14 aprile - Muhammad IV di Granada, sultano († 1333)
- 15 aprile - Giacomo III di Maiorca, principe († 1349)
- 20 maggio - Bona di Lussemburgo, duchessa († 1349)
- 20 maggio - Paolo da Certaldo, mercante e scrittore italiano
- Enrico Alfieri, francescano italiano († 1405)
- Antonio Beccari, poeta italiano
- Maria di Borbone, principessa († 1387)
- Francesco Bruni, politico italiano († 1385)
- Ciuto de Ciompi, architetto e scultore italiano († 1388)
- Eberardo II di Württemberg, conte tedesco († 1392)
- Ranuccio Farnese, politico italiano († 1380)
- Imperatrice Gi, imperatrice coreana († 1370)
- Hafez, mistico e poeta persiano († 1390)
- Ludovico V di Baviera, nobile tedesco († 1361)
- Étienne Marcel, politico francese († 1358)
- Pierre d'Orgemont, politico francese († 1389)
- Sliwa bar Yuhanna, storico, scrittore e presbitero siro
- Federico da Pagana, doge († 1406)